# Dana Spálenská
Dana Spálenská (10 de febrero de 1950) es una deportista checoslovaca que compitió en luge. Ganó una medalla de bronce en el Campeonato Mundial de Luge de 1975, en la prueba individual.

## Palmarés internacional
| Campeonato Mundial | Campeonato Mundial    | Campeonato Mundial | Campeonato Mundial |
| Año                | Lugar                 | Medalla            | Prueba             |
| ------------------ | --------------------- | ------------------ | ------------------ |
| 1975               | Hammarstrand (Suecia) | Medalla de bronce  | Individual         |